# Henk Dorgelo
Hendrik Berend Dorgelo (Dedemsvaart, Países Bajos, 9 de febrero de 1894 - Eindhoven, Países Bajos, 6 de marzo de 1961) fue un físico y académico neerlandés. Fue el primer rector de la Universidad Técnica de Eindhoven.

## Biografía
Henk Dorgelo asistió originalmente a la escuela de formación del profesorado (en neerlandés: kweekschool) y se convirtió en profesor. Fue reclutado durante la Primera Guerra Mundial y realizó sus exámenes estatales mientras servía como oficial. Una vez pudo asistir a la universidad, decidió estudiar matemáticas y física en la Universidad de Utrecht. Tras su propedéutica en 1919, combinó el estudio, el trabajo como profesor en el Christelijk Gymnasium Utrecht y un internado en el laboratorio de Leonard Ornstein. Obtuvo su doctorado en física en 1924, con una tesis sobre la física de descarga de gas. La relación de este trabajo con la producción de tubos de radio le valió un puesto en el NatLab de Philips en Eindhoven. En 1925 se casó con una antigua alumna suya, Hermina Anna Plomp. Tuvieron cuatro hijos y tres hijas juntos.
En 1927, Dorgelo fue nombrado profesor en la Universidad Técnica de Delft para organizar el departamento de física. Para ello, fundó la Technisch Physische Dienst, una cooperación entre la universidad de Delft y la Organización de los Países Bajos para la Investigación Científica Aplicada y se convirtió en presidente de la junta directiva. En 1931 se convirtió en presidente de la Sociedad Neerlandesa de Física.
Como reformado neerlandés, en 1930 Dorgelo se convirtió en un anciano de la Nieuwe Kerk en Delft, donde también tocaba el órgano.
En 1942, durante la ocupación nazi de los Países Bajos en la Segunda Guerra Mundial, Dorgelo aceptó el puesto de rector de la Universidad Técnica de Delft. Tras el asesinato de un miembro del NSB por parte de la resistencia neerlandesa, se internó a un gran número de estudiante y al resto se les requirió firmar una declaración de lealtad. Encabezado por Dorgelo, el senado de la universidad recomendó al cuerpo estudiantil firmar, argumentando que una universidad que permaneciera abierta sería invaluable para el esfuerzo de reconstrucción en la posguerra en los Países Bajos. Sin embargo, el resultado de esta recomendación fue una moción de censura por parte de los estudiantes, y Dorgelo dimitió como rector en 1943.
Tras la liberación de los Países Bajos, la reconstrucción y la renovada industrialización causaron un aumento en la demanda de universidades técnicas para aumentar la capacidad del país. El ministro de educación Jo Cals le solicitó a Dorgelo que se convirtiera en rector, lo que hizo que volviera a Eindhoven en 1956. Con una postura favorable a un programa educativo amplio, Dorgelo contrató a profesores de campos sociales así como de campos científicos para formar un departamento de ciencias generales. En 1958, él mismo se unió al comité de Studium Generale.
Aunque pretendía impartir clases, la administración de la nueva universidad ocupó todo su tiempo, antes y después de su apertura en 1957. Entre este año y su muerte en 1961, solo tomó un alumno de doctorado, K. Reinsma.
Tras su muerte, una de las principales calles cerca del campus universitario fue renombrada como «Dorgelolaan» (Avenida Dorgelo) en su honor en 1964. La principal sala de reuniones del consejo universitario lleva el nombre de «Dorgelozaal» (Sala Dorgelo).